# Doliops schultzei
Doliops schultzei es una especie de escarabajo del género Doliops, familia Cerambycidae. Fue descrita científicamente por Barševskis & Jäger en 2014.
Habita en Filipinas. Los machos y las hembras miden aproximadamente 11,5 mm.